# Dendrobium guibertii
Dendrobium densiflorum là một loài thực vật có hoa trong họ Lan. Loài này được Carrière mô tả khoa học đầu tiên năm 1876.

## Hình ảnh

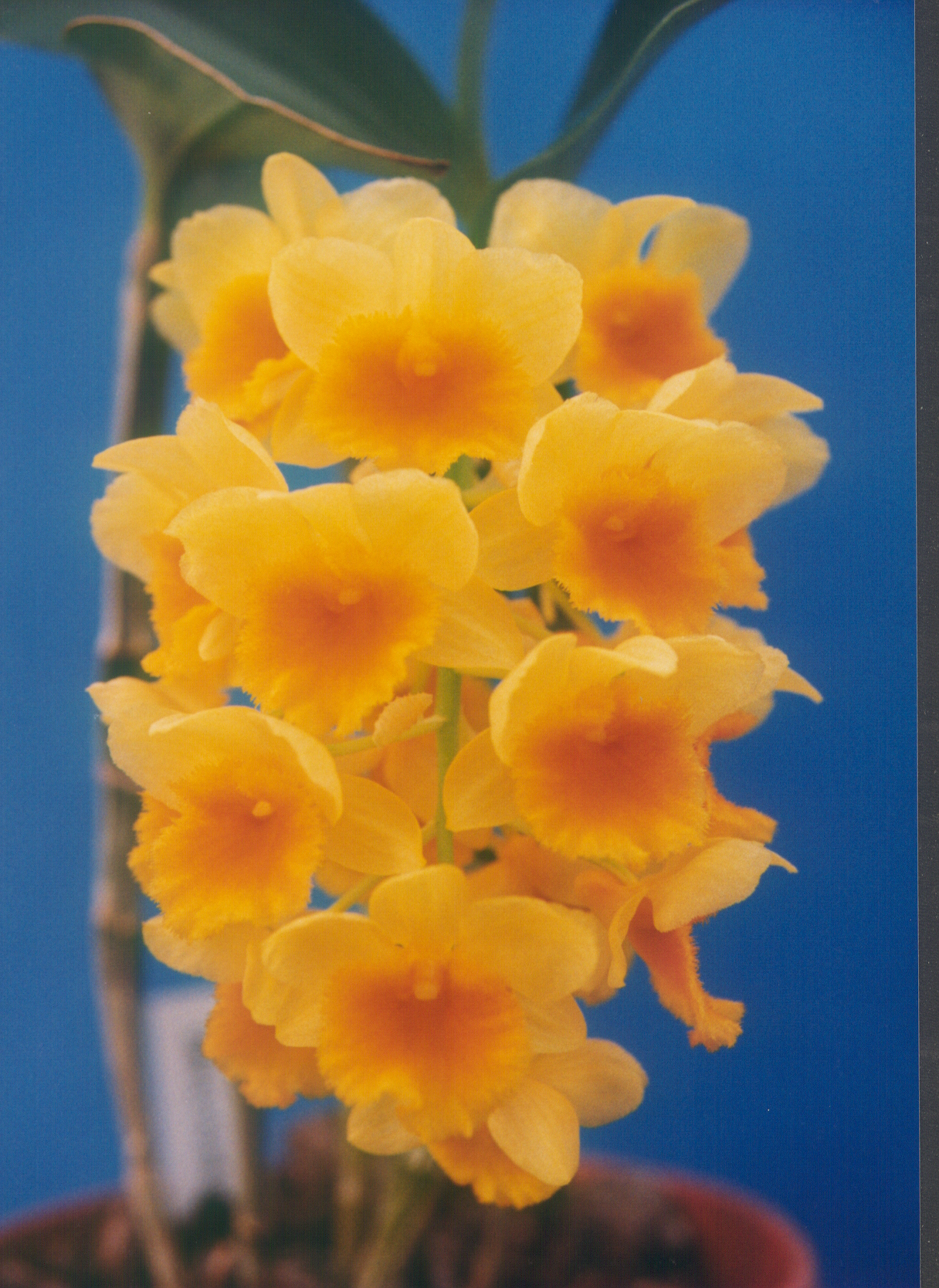
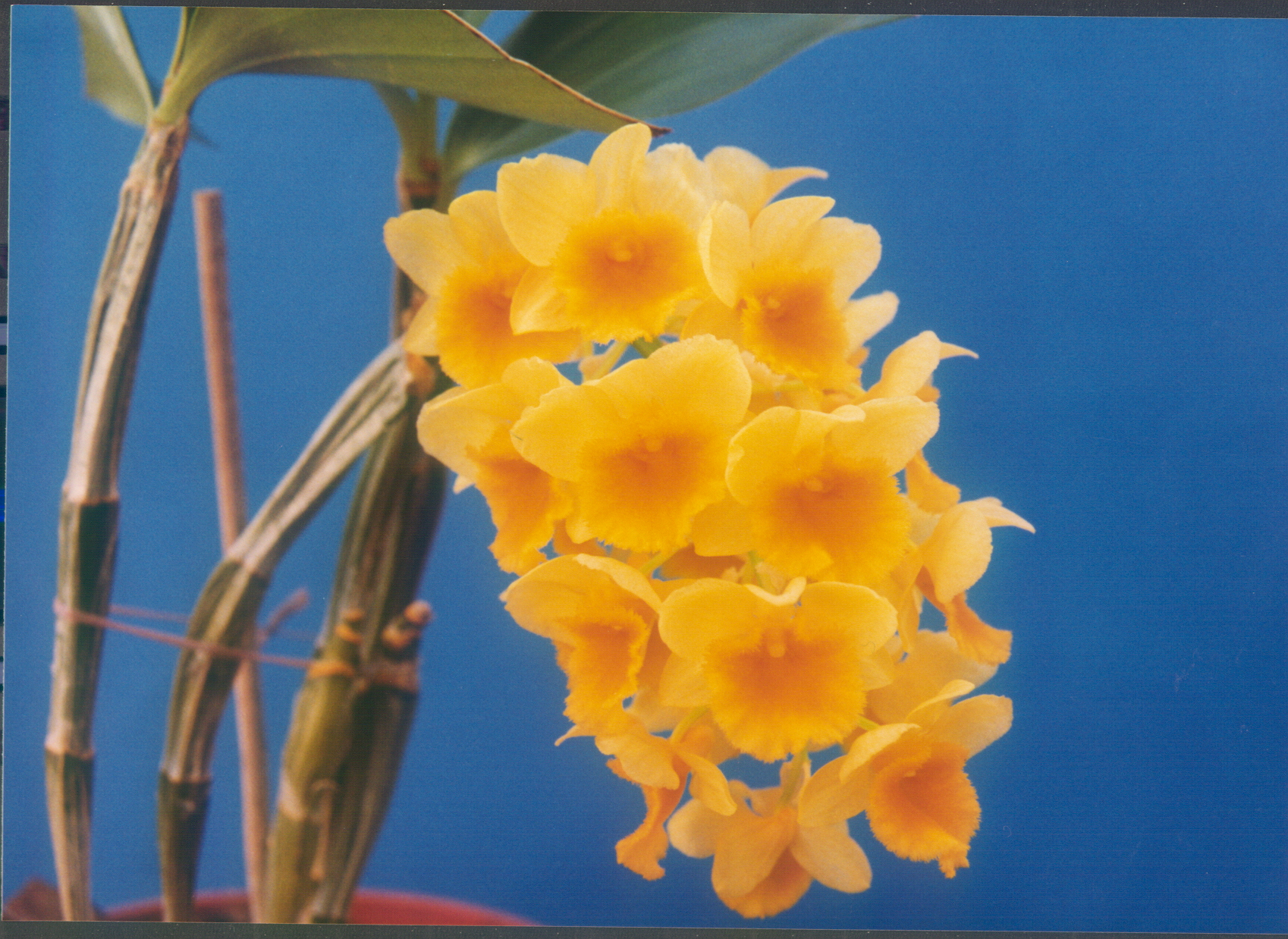
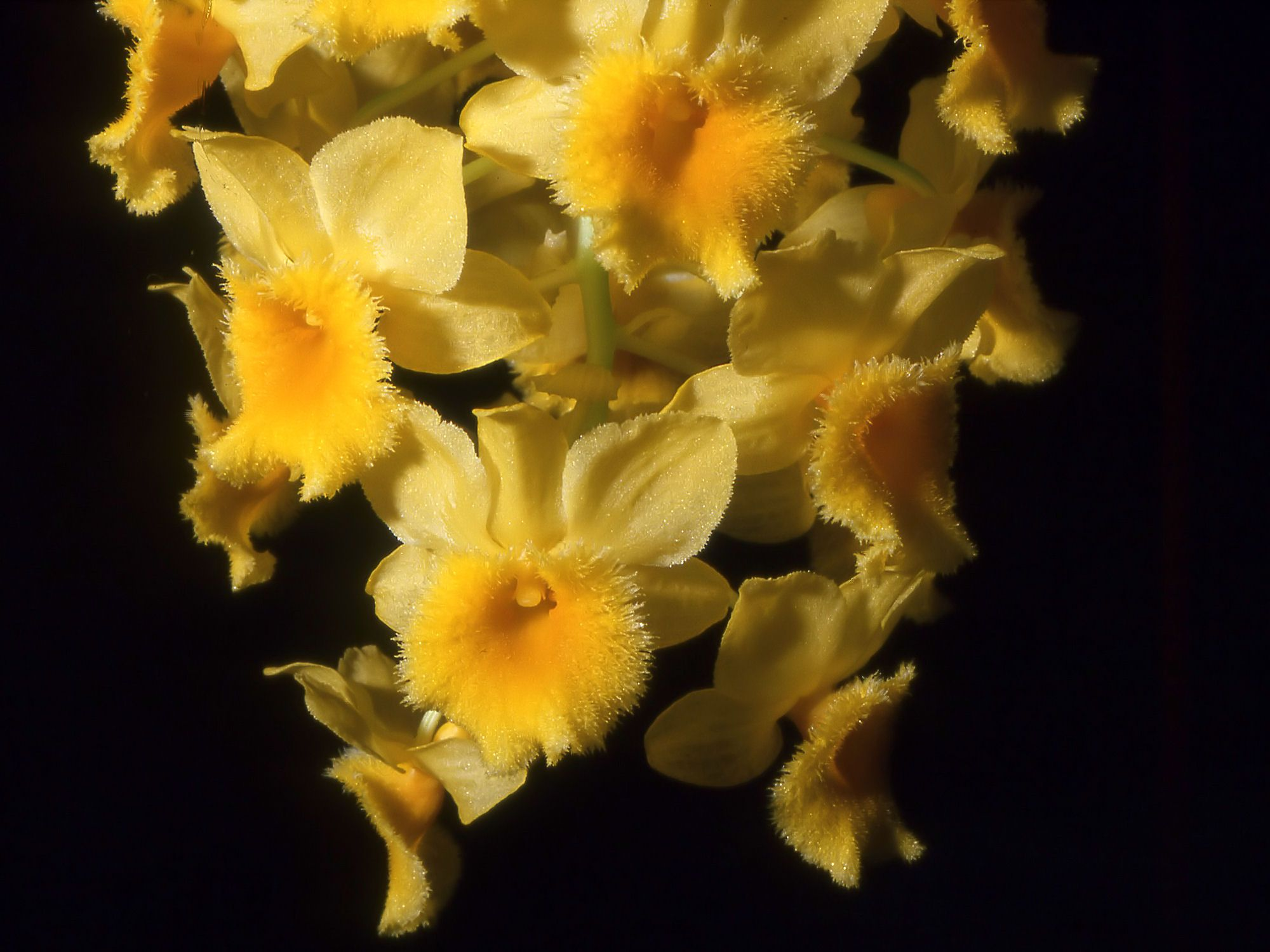
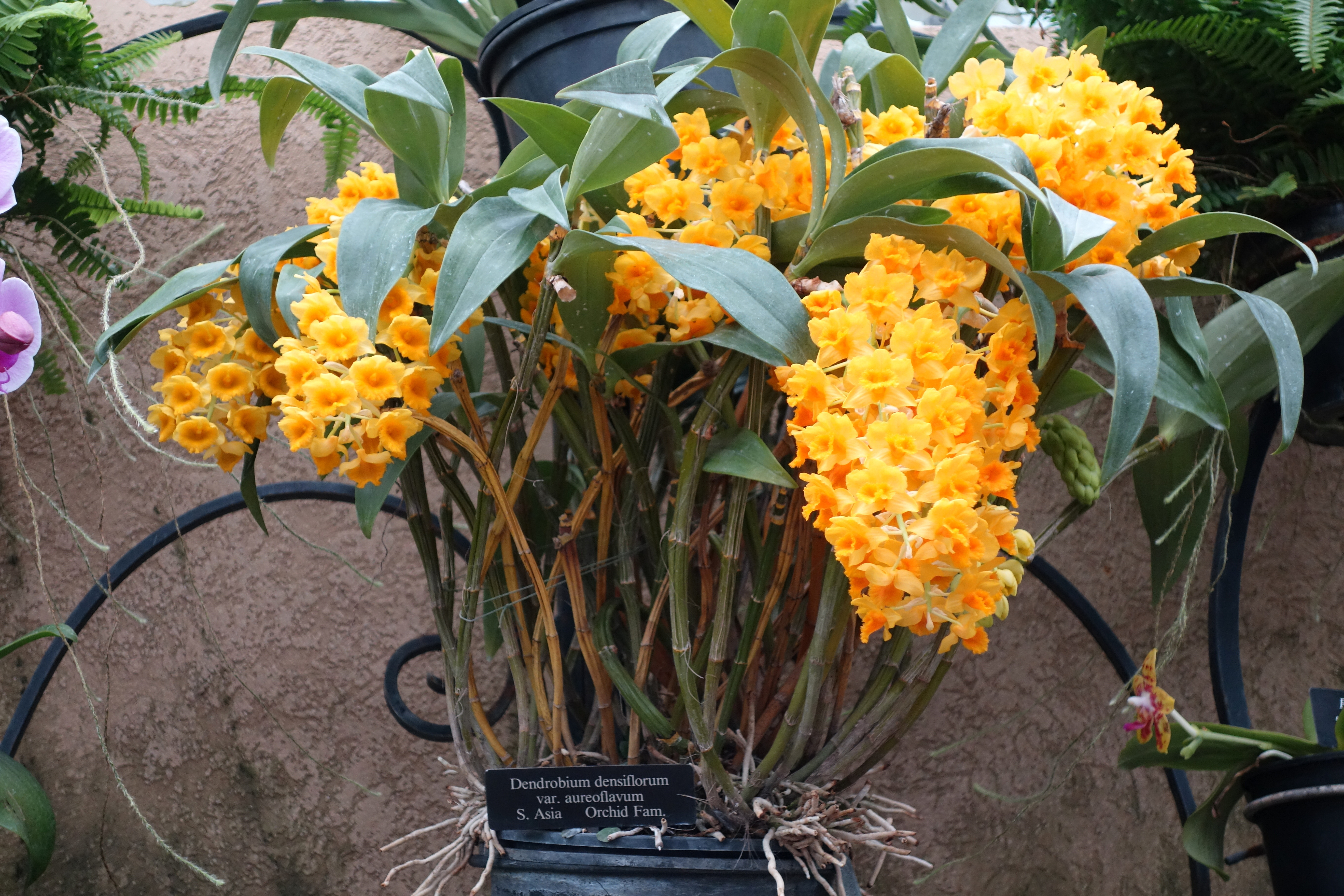